# 檔案管理
檔案管理是指获取、保管、整理、描述和检索檔案等一系列與檔案有關的活動，檔案管理的目的是健全機關檔案的保管制度，促進檔案開放與運用，發揮檔案功能。档案管理主要以行政機關產生之文書經歸檔後之管理及應用作業為範圍。

## 歷史
明朝以前檔案與文書不加區分，稱典、冊、策、簡牘、文書、簿書、案卷、文案、案牘。清康熙十九年（1680年）起居注中首見「檔案」一辭， 康熙批閱秋審眾犯冊， 問：「馬哈剌之父與叔皆沒於陣，本人亦有功牌，其罪如何。」大學士奏曰：「部中無檔案，故控告時部議不准。」

## 檔案管理機構

### 中國歷代（商朝—清朝）
- 商周甲骨文—王室的文書紀錄
- 西周重要檔案存於宗廟（已有副本觀念）—老子柱下史
- 秦—御史大夫及丞相府
- 西漢—長史
- 東漢—尚書（石渠閣。蘭台。東觀）
- 魏晉南北朝—尚書。中書。秘書
- 隋唐—中書。門下。尚書（三省）
- 宋—秘書監。三館（史館。昭文館。集賢院）
- 元—中書省設閣庫
- 明—六部（皇史宬）
- 清—三院八衙門

### 中華民國（臺灣）
- 國史館
- 國家發展委員會檔案管理局
- 中央研究院歷史語言研究所、近代史研究所、臺灣史研究所
- 國立政治大學圖書資訊與檔案學研究所

### 中華人民共和國
- 中華人民共和國國家檔案局
- 華東師範大學檔案學理論與實踐研究中心

## 檔案管理作業流程

### 檔案產生
1. 檔案產生—點收
2. 檔案分類—立案
3. 檔案編目--編目
4. 檔案整理—立卷、微縮儲存、電子儲存
5. 檔案保管—入庫、保存與修護、庫房管理、機密檔案
6. 檔案清理—清查、鑑定、銷毀、移轉
7. 檔案應用—目錄彙送、檢調、應用

### 分類
1. 分類—根據檔案內容性質歸入類表中適當類目
2. 編案—按檔案案情建立簡要案名

### 編目
就檔案之內容及形式特徵，依檔案編目規範擇要記錄其事項及特徵，製成檔案目錄。國家檔案編目規範參酌EAD格式訂定國家檔案描述標準格式，以呈現各個檔案描述層次含括之著錄項目。

### 排序
1. 來源原則
2. 全宗原則
3. 原始順序原則

### 描述層級
1. 全館層級
2. 全宗與副全宗
3. 文件系列與副文件系列
4. 案卷
5. 案件